# Club Balonmano Palencia Femenino
El Club Balonmano Palencia Femenino (CBPF) es un club de balonmano femenino de la ciudad de Palencia.
En la actualidad su equipo femenino, denominado por acuerdo de patrocinio Palencia Turismo, juega en la Primera División autonómica aunque ha disputado varias temporadas en la antigua división de honor Plata (la segunda división nacional hasta la temporada 2022-23)

## Historia
Con origen en 1998, como reza en su escudo, fue en el año 2008 cuando se convirtió en club deportivo legalmente.
Históricamente las jugadoras del equipo senior han sido jugadoras que han salido de la cantera o que están en Palencia por estudios.
Ramón Juán Lanchares, con 22 temporadas en 2 fases diferentes, ha sido el técnico que más años ha dirigido al Club Balonmano Palencia Femenino. En la temporada 2020-2021, el técnico es cesado por el presidente José Ignacio Rioseras para dar paso a la jugadora chilena Valeria Flores (internacional con su selección) que se convertiría en jugadora-entrenadora. Ramón Juan fundaría, un año después, el Balonmano Odisea.
A finales de la temporada 2021-2022, Ana Collantes de la Pisa se convierte en la primera mujer que preside la entidad. Con ella llegan Fernando López como nuevo director deportivo de la entidad (cargo que compagina con el mismo puesto en el Balopal) y Rodrigo Llordén como entrenador. Esa temporada 2022–23 se clasificó para la fase de ascenso a División de Honor Plata.
De sus filas han salido jugadoras que han jugado en División de Honor como Rebeca Valiente, Isabel Sainer o Elena Cuadrado, que, tras su paso por el Aula Cultural y el Málaga Costa del Sol es jugadora del Elda Prestigio.

## Cantera
Con una escuela que ronda las 250 niñas y más de 25 equipos, el Club Balonmano Palencia Femenino ha sido reconocido como una de las mejores canteras castellano leonesas. En el año 2011/12 el equipo infantil y el cadete se proclamaron campeonas de Castilla y León y terceras en el campeonato de España de su categoría.
En el año 2020 el Club Balonmano Palencia Femenino y el Club Deportivo Balopal firman un acuerdo para crear una academia de balonmano que promocione el deporte en Palencia, ofrezca formación continua, tanto a jugadores como a entrenadores y aumentar el número de socios, seguidores y deportistas. promocionar este deporte en Palencia, ofrecer formación continua a entrenadores y jugadores y aumentar el número de socios y seguidores.

### Palmarés
| Cantera  | 1.ª |                                    | 2.ª |                                                               | 3.ª |                                             |
| -------- | --- | ---------------------------------- | --- | ------------------------------------------------------------- | --- | ------------------------------------------- |
| Infantil | 4   | 2000–01, 2003–04, 2009–10, 2011–12 | 7   | 1997–98, 1999–00, 2001–02, 2002–03, 2008–09, 2010–11, 2012–13 | 3   | 2004–05, 2006–07, 2007–08                   |
| Cadete   | 2   | 2002–03, 2011–12                   | 4   | 2004–05, 2007–08, 2008–09, 2009–10                            | 3   | 2006–07, 2010–11, 2013–14                   |
| Juvenil  | 2   | 2007–08, 2008–09                   | 3   | 2004–05, 2009–10, 2012–13                                     | 5   | 2005–06, 2006–07, 2010–11, 2011–12, 2013–14 |

## Cancha
| Pabellón              | Lugar    | Años      |
| --------------------- | -------- | --------- |
| Pabellón Mariano Haro | Palencia | 2014–     |
| Pabellón del Cristo   | Palencia | 2013–2014 |
| Pabellón del Sur      | Palencia | 2000–2013 |

## Temporada a temporada
| Temporada | Cat. | División                | Pos. | Notas                                                                             |
| --------- | ---- | ----------------------- | ---- | --------------------------------------------------------------------------------- |
| 1996–97   |      | Primera División        | 6    |                                                                                   |
| 1997–98   |      | Primera División        | 4    |                                                                                   |
| 1998–99   |      | Primera División        | 4    |                                                                                   |
| 1999–00   |      | Primera División        | 4    |                                                                                   |
| 2000–01   |      | Primera División        | 2.ª  |                                                                                   |
| 2001–02   |      | Primera División        | 1.º  | Jugó fase de ascenso                                                              |
| 2002–03   |      | Primera División        | 3.º  |                                                                                   |
| 2003–04   |      |                         |      |                                                                                   |
| 2004–05   |      | Primera División        | 6.ª  |                                                                                   |
| 2005–06   |      | Primera División        | 8.ª  |                                                                                   |
| 2006–07   |      | Primera División        | 6.ª  |                                                                                   |
| 2007–08   |      | Segunda División        | 8.ª  |                                                                                   |
| 2008–09   |      | Segunda División        | 2.ª  | Ascenso a División de Honor Plata                                                 |
| 2009–10   |      | División de Honor Plata |      |                                                                                   |
| 2010–11   |      | División de Honor Plata |      | Descenso a Primera División                                                       |
| 2011–12   |      | Primera División        |      |                                                                                   |
| 2012–13   |      | Primera División        | 2.ª  | Fase de Ascenso (1.ª Ronda) Ascenso a División de Honor Plata por restructuración |
| 2013–14   |      | División de Honor Plata | 12.ª |                                                                                   |
| 2014–15   |      | División de Honor Plata |      |                                                                                   |
| 2015–16   |      | División de Honor Plata |      |                                                                                   |
| 2016–17   |      | División de Honor Plata | 7.ª  |                                                                                   |
| 2017–18   |      | División de Honor Plata | 11.ª |                                                                                   |
| 2018–19   |      | División de Honor Plata | 12.ª |                                                                                   |
| 2019–20   |      | División de Honor Plata | 13.ª | La liga quedó suspendida en la J22                                                |
| 2020–21   |      | División de Honor Plata | 14.ª | Descenso a Primera División                                                       |
| 2021–22   |      | Primera División        | 3.ª  |                                                                                   |
| 2022–23   |      | Primera División        |      | Clasificación para la fase de ascenso a División de Honor Plata                   |
| 2023–24   |      | División de Honor Plata | 13.ª | Descenso a Primera División                                                       |

- 10 temporadas en División de Honor Plata
- 14 temporadas en Primera Nacional

## Patrocinadores
- Carne de Cervera: 2008–2011[18]
- El Serrón S. A. Forjados-Ferralla: 2011–2013[19]
- Patronato de Turismo de Palencia: 2011–actualidad